# Амири, Хамед
Хамед Амири (перс. حامد امیری‎; род. 6 июня 1982) ― иранский параспортсмен, легкоатлет. Соревнуется в метании копья и в толкании ядра. Двукратный чемпион Азиатских Паралимпийских игр 2018 года, чемпион мира 2019 года, чемпион летних Паралимпийских игр 2020 в Токио.

## Биография
Родился 6 июня 1982 года в Иране. Класс инвалидности — F54, травма спинного мозга.
Представлял Иран на летних Паралимпийских играх 2016 года в Рио-де-Жанейро (Бразилия), где выиграл серебряную медаль в мужской дисциплине F55 в толкании ядра.
Амири выиграл две медали на чемпионате мира 2017 года: серебряная медаль в мужском метании копья F54 событии и бронзовая медаль в мужском толкании F55 события.
На Азиатских Паралимпийских игр 2018 года в Джакарте дважды стал чемпионом в толкание ядра F54/55 и в метании копья F53/54.
На чемпионате мира 2019 года в Дубае (ОАЭ) он выиграл одну медаль: золотую медаль в метании копья среди мужчин F54. В результате он получил право представлять Иран на летних Паралимпийских играх 2020 года в Токио, Япония.
Хамед Амири выиграл золотую медаль в метании копья F54 среди мужчин на летних Паралимпийских играх 2020 года в Токио (Япония).